# Gran Premi de França del 1986
Resultats del Gran Premi de França de Fórmula 1 de la temporada 1986, disputat al circuit de Paul Ricard el 6 de juliol del 1986.

## Resultats
| Pos | No | Pilot              | Equip                    | Voltes | Temps/ Retirada | Pos. de sortida | Punts |
| --- | -- | ------------------ | ------------------------ | ------ | --------------- | --------------- | ----- |
| 1   | 5  | Nigel Mansell      | Williams - Honda         | 80     | 1h 37' 19. 2    | 2               | 9     |
| 2   | 1  | Alain Prost        | McLaren - TAG            | 80     | + 17.128 s      | 5               | 6     |
| 3   | 6  | Nelson Piquet      | Williams - Honda         | 80     | + 37.545 s      | 3               | 4     |
| 4   | 2  | Keke Rosberg       | McLaren - TAG            | 80     | + 48.703 s      | 7               | 3     |
| 5   | 25 | René Arnoux        | Ligier - Renault         | 79     | + 1 Volta       | 4               | 2     |
| 6   | 26 | Jacques Laffite    | Ligier - Renault         | 79     | + 1 Volta       | 11              | 1     |
| 7   | 7  | Riccardo Patrese   | Brabham - BMW            | 78     | + 2 Voltes      | 16              |       |
| 8   | 27 | Michele Alboreto   | Ferrari                  | 78     | + 2 Voltes      | 9               |       |
| 9   | 8  | Derek Warwick      | Brabham - BMW            | 77     | + 3 Voltes      | 14              |       |
| 10  | 3  | Martin Brundle     | Tyrrell - Renault        | 77     | + 3 Voltes      | 15              |       |
| 11  | 17 | Christian Danner   | Arrows - BMW             | 76     | + 4 Voltes      | 18              |       |
| NC  | 18 | Thierry Boutsen    | Arrows - BMW             | 67     | No Classificat  | 21              |       |
| Ret | 16 | Patrick Tambay     | Lola - Ford              | 64     | Frens           | 13              |       |
| Ret | 11 | Johnny Dumfries    | Lotus - Renault          | 56     | Motor           | 12              |       |
| Ret | 14 | Jonathan Palmer    | Zakspeed                 | 46     | Motor           | 22              |       |
| Ret | 4  | Philippe Streiff   | Tyrrell - Renault        | 43     | Foc             | 17              |       |
| Ret | 29 | Huub Rothengatter  | Zakspeed                 | 32     | Accident        | 24              |       |
| Ret | 22 | Allen Berg         | Osella - Alfa Romeo      | 25     | Turbo           | 26              |       |
| Ret | 20 | Gerhard Berger     | Benetton - BMW           | 22     | Caixa canvi     | 8               |       |
| Ret | 19 | Teo Fabi           | Benetton - BMW           | 7      | Motor           | 9               |       |
| Ret | 28 | Stefan Johansson   | Ferrari                  | 5      | Turbo           | 10              |       |
| Ret | 12 | Ayrton Senna       | Lotus - Renault          | 3      | Accident        | 1               |       |
| Ret | 21 | Piercarlo Ghinzani | Osella - Alfa Romeo      | 3      | Accident        | 25              |       |
| Ret | 24 | Alessandro Nannini | Minardi - Motori Moderni | 3      | Accident        | 19              |       |
| Ret | 23 | Andrea de Cesaris  | Minardi - Motori Moderni | 3      | Turbo           | 23              |       |
| Ret | 15 | Alan Jones         | Lola - Ford              | 2      | Accident        | 20              |       |

## Altres
- Pole: Ayrton Senna 1' 06. 526

- Volta ràpida: Nigel Mansell 1' 09. 993 (a la volta 57)